# Liste der Naturdenkmale in Oberwallmenach
Die Liste der Naturdenkmale in Oberwallmenach nennt die im Gemeindegebiet von Oberwallmenach ausgewiesenen Naturdenkmale (Stand 20. Mai 2024).

## Ehemalige Naturdenkmale
| Nr. | Bezeichnung | Lage                               | Beschreibung                                    | Bild                                    |
| --- | ----------- | ---------------------------------- | ----------------------------------------------- | --------------------------------------- |
|     | Winterlinde | Lindenstraße, gegenüber Nr. 1 Lage | Tilia cordata; Rechtsverordnung 2013 aufgehoben | Direkt Bild zu diesem Denkmal hochladen |